# Echeta divisa
Echeta divisa là một loài bướm đêm thuộc phân họ Arctiinae, họ Erebidae.